# Cis setarius
Cis setarius är en skalbaggsart som beskrevs av Sharp 1885. Cis setarius ingår i släktet Cis och familjen trädsvampborrare. Inga underarter finns listade i Catalogue of Life.